# Eilema nihonica
Eilema nihonica är en fjärilsart som beskrevs av Daniel 1954. Eilema nihonica ingår i släktet Eilema och familjen björnspinnare. Inga underarter finns listade i Catalogue of Life.